# Суррогат (мультфильм)
«Суррога́т» (сербохорв. Surogat, англ. Substitute, нем. Der Ersatz, фр. Le succédané, итал. Surrogatto) — югославский короткометражный анимационный фильм, снятый режиссёром и аниматором Душаном Вукотичем в 1961 году. Фильм рассказывает о мире, герой которого окружает себя надувными предметами, при этом в конце концов весь мир и сам герой также оказываются надувными.
Фильм получил несколько наград на кинофестивалях, в том числе стал первой не американской мультипликацией, удостоенной премии «Оскар» за лучший анимационный короткометражный фильм на церемонии 1962 года, а также единственным «Оскаром», полученным Югославией за всю историю.
В 2012 году фильм был помещён в Архив Киноакадемии (Academy Film Archive).

## Сюжет
Мужчина треугольной формы с отвисшим животом приезжает к морю на автомобиле. На пляже он достаёт ряд предметов и насос, которым надувает и расставляет вокруг себя матрас, столик, мячик, купальные принадлежности и прочее; автомобиль же он, напротив, сдувает, вынув затычку, и вешает на дерево. Герой надувает рыбу и удочку, сам ловит в море удочкой эту рыбу и съедает её.
Затем герой надувает женщину-блондинку, однако она ему не нравится и он сдувает её. Далее он надувает другую женщину, брюнетку, и начинает ухаживать за ней, однако она не отвечает взаимностью. Мужчина незаметно надувает акулу и, когда женщина купается, бросает акулу в море, и та начинает преследовать женщину. Сам мужчина берёт гарпунное ружьё и убивает акулу, вызывая восторг женщины, однако затем акула сдувается, и она понимает, что мужчина обманул её. Женщина видит другого мужчину, атлетического сложения, и уплывает с ним на остров. Там их настигает главный герой и незаметно выдергивает из женщины затычку, так что та сдувается. От горя второй мужчина сам выдёргивает свою затычку и тоже сдувается.
Мужчина возвращается на пляж, сдувает все свои вещи и надувает автомобиль. Он надувает дорогу, по которой едет на автомобиле. На дороге лежит гвоздь, на который и натыкается мужчина на автомобиле. Весь надутый мир взрывается, а из самого мужчины вылетает затычка, и он сдувается тоже. Гвоздь издаёт смешок.